# هنري هول
هنري هول (بالإنجليزية: Henry Hall )‏ (و. 1928 – 2015 م) هو فيزيائي من المملكة المتحدة . وكان عضواً في الجمعية الملكية .
توفي عن عمر يناهز 87 عاماً.

## التعليم
تعلم في كلية ايمانويل، كامبريدج

## جوائز
حصل على جوائز منها:
- زمالة الجمعية الملكية.